# Columbus Junction
Columbus Junction is een plaats (city) in de Amerikaanse staat Iowa, en valt bestuurlijk gezien onder Louisa County.

## Demografie
Bij de volkstelling in 2000 werd het aantal inwoners vastgesteld op 1900. In 2006 is het aantal inwoners door het United States Census Bureau geschat op 1845, een daling van 55 (-2,9%).

## Geografie
Volgens het United States Census Bureau beslaat de plaats een oppervlakte van 5,6 km², geheel bestaande uit land. Columbus Junction ligt op ongeveer 184 m boven zeeniveau.

## Plaatsen in de nabije omgeving
De onderstaande figuur toont nabijgelegen plaatsen in een straal van 12 km rond Columbus Junction.